# Al Ulbrickson
Alvin Edmund "Al" Ulbrickson Jr. (10. oktober 1930 - 6. juli 2012) var en amerikansk roer fra Seattle.
Ulbrickson var med i den amerikanske firer med styrmand, der vandt bronze ved OL 1952 i Helsinki. Carl Lovsted, Richard Wahlstrom, Matt Leanderson og styrmand Al Rossi udgjorde resten af besætningen. Der deltog i alt 17 lande i disciplinen, hvor Tjekkoslovakiet og Schweiz vandt henholdsvis guld og sølv foran den amerikanske båd. Det var den eneste udgave af OL han deltog i.

## OL-medaljer
- 1952:  Bronze i firer med styrmand